# Biblia Wacława IV

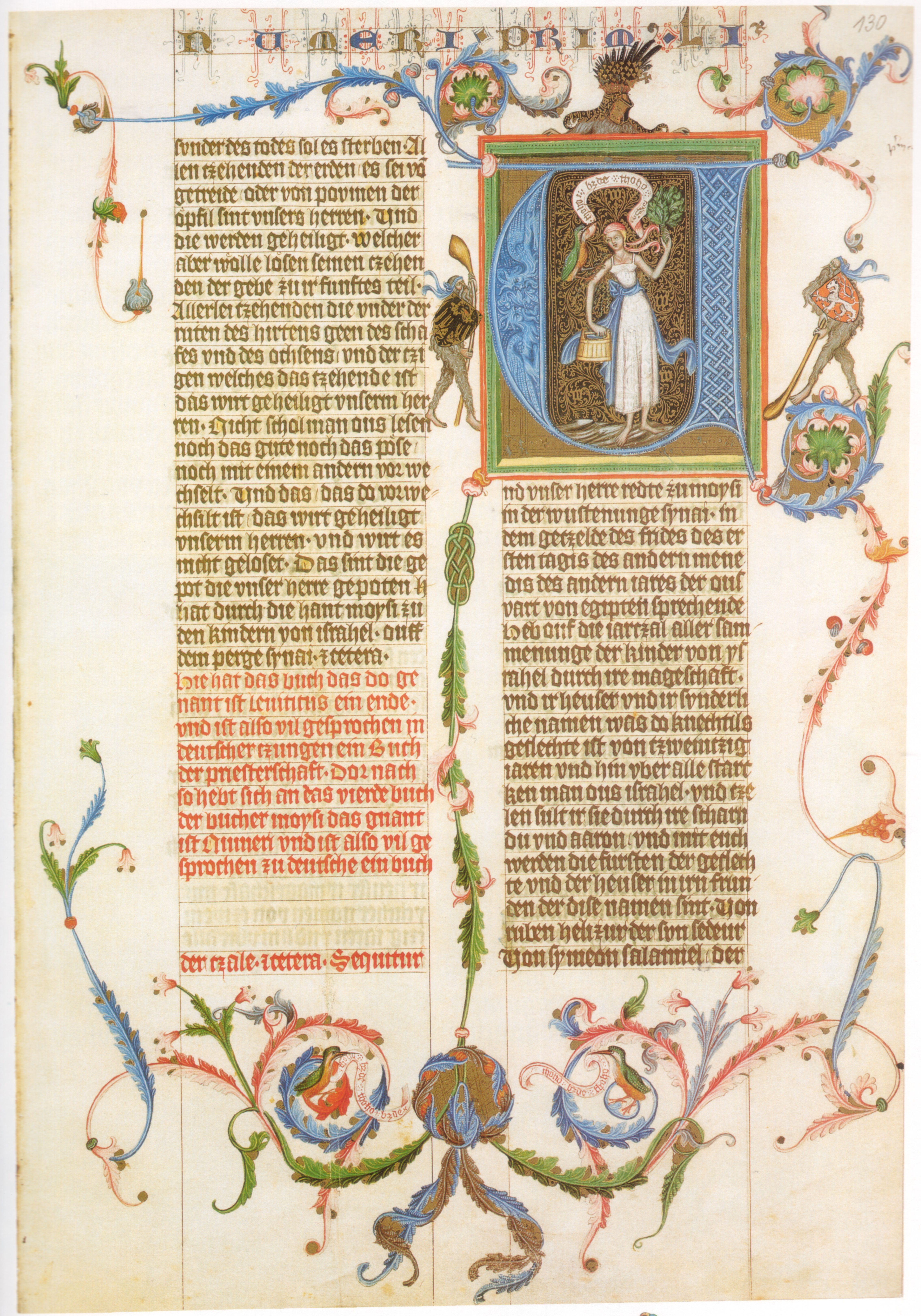
Karta z Biblii Wacława IV

Biblia Wacława IV (niem. Wenzelsbibel) – bogato ilustrowany manuskrypt zawierający przekład Starego Testamentu na język niemiecki, sporządzony około 1390–1395 roku dla króla Czech Wacława IV Luksemburskiego. Jest przechowywany w zbiorach Austriackiej Biblioteki Narodowej w Wiedniu (sygnatura od Cods 2759 do Cods 2764).

## Opis
Manuskrypt liczy 1214 pergaminowych kart. Księga pozostała nieukończona, brakuje Proroków mniejszych, 1 i 2 Księgi Machabejskiej oraz całego Nowego Testamentu. Z zaplanowanych prawdopodobnie około 1200 miniatur wykonano zaledwie 654. Tekst pisany jest teksturą gotycką w dwóch kolumnach, po 36 wierszy każda.
Na podstawie analizy paleograficznej przyjmuje się, iż tekst został zapisany ręką trzech skrybów. Przekład został dokonany w oparciu o łacińską Wulgatę, tłumacz nie jest jednak znany. Prawie każdy z rozdziałów zdobi jedna lub nawet więcej miniatur, co czyni Biblię Wacława IV unikatową na tle ówczesnych edycji Pisma Świętego, zawierających zazwyczaj tylko jedną miniaturę na każdą księgę. Nadto tekst zdobią bordiury i drolerie o najczęściej świeckiej tematyce. Miniatury wykonało kilku iluminatorów, wyraźnie różniących się od siebie stylem.
Rękopis wyróżnia się licznymi przedstawieniami skąpo ubranych panien łaziebnych. W XVI wieku czeski kronikarz Václav Hájek z Libočan w Kronice Czeskiej przywołał legendę według której uwięziony król Wacław IV miał uwolnić się z więzienia dzięki pomocy łaziebnej Zuzanny. Zorganizowała ona ucieczkę króla łodzią. Wówczas Zuzanna miała zostać kochanką króla, a ten za jej starania wybudował łaźnię w Pradze i oddał jej w zarząd. Opowieść ta rozpowszechniła się w XIX wieku w Czechach. Dziś obecność skąpo ubranych łaziebnych panien obecnych na kartach średniowiecznej Biblii stanowi problem naukowy.
Po śmierci Wacława manuskrypt trafił do jego brata Zygmunta, przez którego córkę Elżbietę stał się własnością jej męża Albrechta II Habsburga. W 1447 roku księga została po raz pierwszy oprawiona. Od 1500 roku przechowywana była w Innsbrucku. Po wygaśnięciu tyrolskiej linii Habsburgów w 1665 roku manuskrypt trafił do Wiednia. W 1790 roku podzielono go na sześć tomów i oprawiono. Od 1936 roku znajduje się w zbiorach Austriackiej Biblioteki Narodowej.

## Galeria

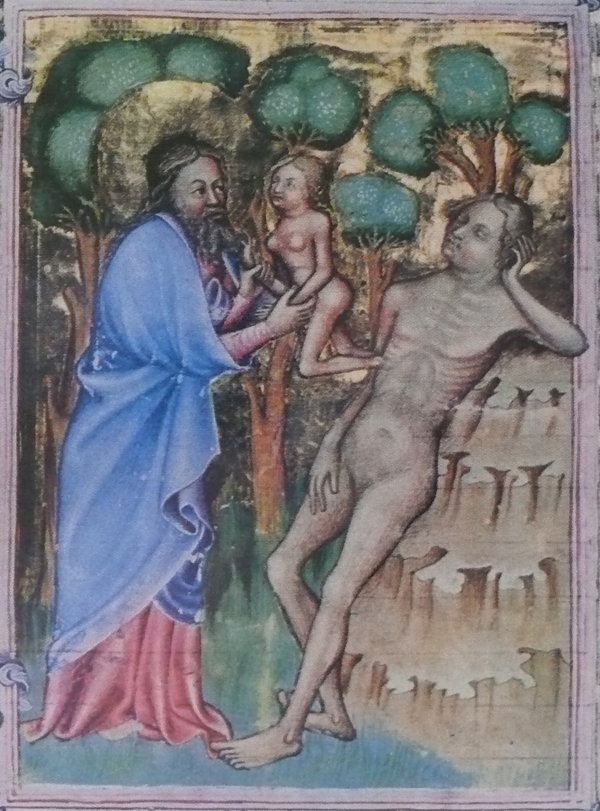
Stworzenie Ewy
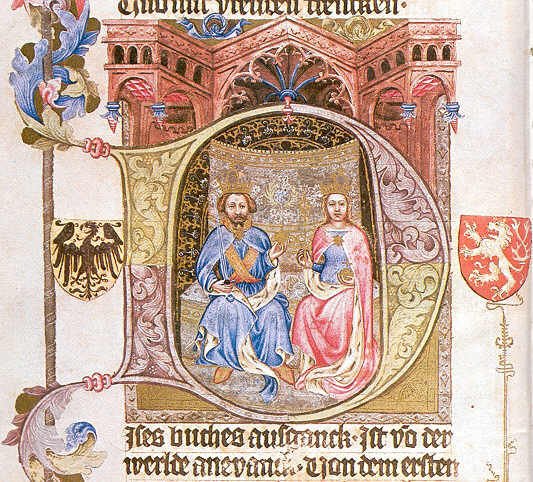
Wacław IV i jego żona Zofia
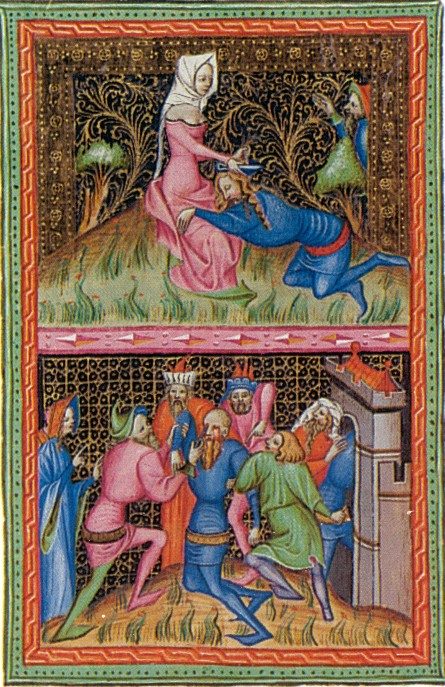
Samson i Dalila
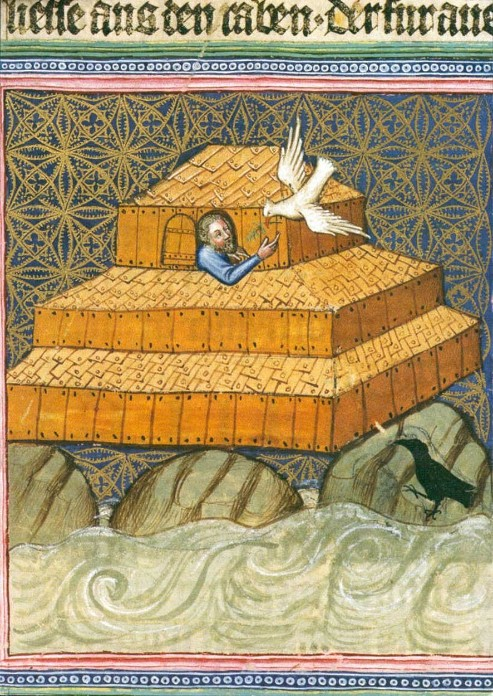
Arka Noego
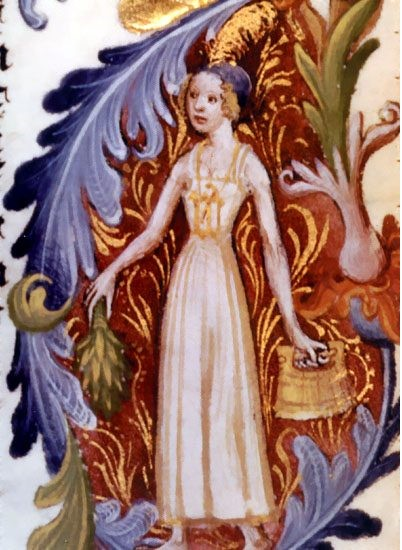
Jedna z ilustracji łaziebnych